# 維卡樸麗魚
維卡樸麗魚，為輻鰭魚綱鱸形目隆頭魚亞目慈鯛科的其中一種，分布於非洲愛德華湖及喬治湖流域，體長可達11公分，棲息在中底層水域，生活習性不明。

## 擴展閱讀
維基物種上的相關：維卡樸麗魚